# Polska na Letnich Igrzyskach Paraolimpijskich 2012
Polskę na Letnich Igrzyskach Paraolimpijskich 2012 reprezentowało 101 sportowców w 11 dyscyplinach. Chorążym podczas ceremonii otwarcia została lekkoatletka Renata Chilewska.

## Zdobyte medale
| Medal  | Zawodnik                                                        | Dyscyplina            | Konkurencja                       | Data        |
| ------ | --------------------------------------------------------------- | --------------------- | --------------------------------- | ----------- |
| Złoto  | Katarzyna Piekart                                               | Lekkoatletyka         | rzut oszczepem (F46)              | 1 września  |
| Złoto  | Karolina Kucharczyk                                             | Lekkoatletyka         | skok w dal (F20)                  | 3 września  |
| Złoto  | Barbara Niewiedział                                             | Lekkoatletyka         | 1500 metrów (T20)                 | 5 września  |
| Złoto  | Ewa Durska                                                      | Lekkoatletyka         | pchnięcie kulą (F20)              | 5 września  |
| Złoto  | Mateusz Michalski                                               | Lekkoatletyka         | 200 metrów (T12)                  | 8 września  |
| Złoto  | Maciej Lepiato                                                  | Lekkoatletyka         | skok wzwyż (F46)                  | 8 września  |
| Złoto  | Joanna Mendak                                                   | Pływanie              | 100 metrów st. motylkowym (S12)   | 2 września  |
| Złoto  | Patryk Chojnowski                                               | Tenis stołowy         | gra pojedyncza (kl. 10)           | 2 września  |
| Złoto  | Piotr Grudzień Marcin Skrzynecki                                | Tenis stołowy         | gra drużynowa (kl. 6-8)           | 7 września  |
| Złoto  | Natalia Partyka                                                 | Tenis stołowy         | gra pojedyncza (kl. 10)           | 3 września  |
| Złoto  | Rafał Wilk                                                      | Kolarstwo             | jazda na czas (H3)                | 5 września  |
| Złoto  | Rafał Wilk                                                      | Kolarstwo             | wyścig ze startu wspólnego (H3)   | 7 września  |
| Złoto  | Dariusz Pender                                                  | Szermierka na wózkach | szpada indywidualnie (kat. A)     | 5 września  |
| Złoto  | Grzegorz Pluta                                                  | Szermierka na wózkach | szabla indywidualnie (kat. B)     | 6 września  |
| Srebro | Anna Harkowska                                                  | Kolarstwo             | na dochodzenie (C5)               | 30 sierpnia |
| Srebro | Anna Harkowska                                                  | Kolarstwo             | jazda na czas (C5)                | 5 września  |
| Srebro | Anna Harkowska                                                  | Kolarstwo             | wyścig ze startu wspólnego (C4-5) | 6 września  |
| Srebro | Krzysztof Kosikowski Artur Korc (pilot)                         | Kolarstwo             | wyścig ze startu wspólnego (B)    | 8 września  |
| Srebro | Karol Kozuń                                                     | Lekkoatletyka         | pchnięcie kulą (F54/55/56)        | 1 września  |
| Srebro | Alicja Fiodorow                                                 | Lekkoatletyka         | 200 metrów (T46)                  | 1 września  |
| Srebro | Janusz Rokicki                                                  | Lekkoatletyka         | pchnięcie kulą (F57/58)           | 4 września  |
| Srebro | Mateusz Michalski                                               | Lekkoatletyka         | 100 metrów (T12)                  | 4 września  |
| Srebro | Mariusz Sobczak                                                 | Lekkoatletyka         | skok w dal (F36)                  | 5 września  |
| Srebro | Daniel Pek                                                      | Lekkoatletyka         | 1500 metrów (T20)                 | 4 września  |
| Srebro | Arleta Meloch                                                   | Lekkoatletyka         | 1500 metrów (T20)                 | 5 września  |
| Srebro | Oliwia Jabłońska                                                | Pływanie              | 100 metrów st. motylkowym (S10)   | 1 września  |
| Srebro | Patryk Chojnowski Sebastian Powroźniak                          | Tenis stołowy         | gra drużynowa (kl. 9-10)          | 8 września  |
| Brąz   | Łukasz Mamczarz                                                 | Lekkoatletyka         | skok wzwyż (F42)                  | 3 września  |
| Brąz   | Rafał Korc                                                      | Lekkoatletyka         | 1500 metrów (T20)                 | 4 września  |
| Brąz   | Tomasz Rębisz                                                   | Lekkoatletyka         | pchnięcie kulą (F46)              | 6 września  |
| Brąz   | Tomasz Blatkiewicz                                              | Lekkoatletyka         | rzut dyskiem (F37-38)             | 7 września  |
| Brąz   | Alicja Fiodorow                                                 | Lekkoatletyka         | 400 m (T46)                       | 8 września  |
| Brąz   | Milena Olszewska                                                | Łucznictwo            | łuk klasyczny indywidualnie (ST)  | 4 września  |
| Brąz   | Paulina Woźniak                                                 | Pływanie              | 100 metrów st. klasycznym (SB8)   | 1 września  |
| Brąz   | Marta Makowska                                                  | Szermierka na wózkach | floret indywidualnie (kat. B)     | 4 września  |
| Brąz   | Natalia Partyka Karolina Pęk Alicja Eigner Małgorzata Jankowska | Tenis stołowy         | gra drużynowa (kl. 6-10)          | 8 września  |

| Medale według dyscyplin | Medale według dyscyplin | Medale według dyscyplin | Medale według dyscyplin | Medale według dyscyplin |
| ----------------------- | ----------------------- | ----------------------- | ----------------------- | ----------------------- |
| Dyscyplina              | złoto                   | srebro                  | brąz                    |                         |
| Lekkoatletyka           | 6                       | 7                       | 5                       | 18                      |
| Tenis stołowy           | 3                       | 1                       | 1                       | 5                       |
| Kolarstwo               | 2                       | 4                       | 0                       | 6                       |
| Szermierka na wózkach   | 2                       | 0                       | 1                       | 3                       |
| Pływanie                | 1                       | 1                       | 1                       | 3                       |
| Łucznictwo              | 0                       | 0                       | 1                       | 1                       |
| W sumie                 | 14                      | 13                      | 9                       | 36                      |

| Medale według dni | Medale według dni | Medale według dni | Medale według dni | Medale według dni | Medale według dni | Medale według dni |
| ----------------- | ----------------- | ----------------- | ----------------- | ----------------- | ----------------- | ----------------- |
| Dzień             | Data              |                   |                   |                   |                   |                   |
| Dzień 0           | 29                | —                 | —                 | —                 | —                 |                   |
| Dzień 1           | 30                | 0                 | 1                 | 0                 | 1                 |                   |
| Dzień 2           | 31                | 0                 | 0                 | 0                 | 0                 |                   |
| Dzień 3           | 1                 | 1                 | 3                 | 1                 | 5                 |                   |
| Dzień 4           | 2                 | 2                 | 0                 | 0                 | 2                 |                   |
| Dzień 5           | 3                 | 2                 | 0                 | 1                 | 3                 |                   |
| Dzień 6           | 4                 | 0                 | 3                 | 3                 | 6                 |                   |
| Dzień 7           | 5                 | 4                 | 3                 | 0                 | 7                 |                   |
| Dzień 8           | 6                 | 1                 | 1                 | 1                 | 3                 |                   |
| Dzień 9           | 7                 | 2                 | 0                 | 1                 | 3                 |                   |
| Dzień 10          | 8                 | 2                 | 2                 | 2                 | 6                 |                   |

| Lp. | Zawodnik                               | złoto | srebro | brąz |   |
| --- | -------------------------------------- | ----- | ------ | ---- | - |
| 1   | Rafał Wilk (kolarstwo)                 | 2     | 0      | 0    | 2 |
| 2   | Mateusz Michalski (biegi)              | 1     | 1      | 0    | 2 |
| 2   | Patryk Chojnowski (tenis stołowy)      | 1     | 1      | 0    | 2 |
| 4   | Natalia Partyka (tenis stołowy)        | 1     | 0      | 1    | 2 |
| 5   | Katarzyna Piekart (rzut oszczepem)     | 1     | 0      | 0    | 1 |
| 5   | Karolina Kucharczyk (skok w dal)       | 1     | 0      | 0    | 1 |
| 5   | Barbara Niewiedział (biegi)            | 1     | 0      | 0    | 1 |
| 5   | Ewa Durska (pchnięcie kulą)            | 1     | 0      | 0    | 1 |
| 5   | Maciej Lepiato (skok wzwyż)            | 1     | 0      | 0    | 1 |
| 5   | Joanna Mendak (pływanie)               | 1     | 0      | 0    | 1 |
| 5   | Piotr Grudzień (tenis stołowy)         | 1     | 0      | 0    | 1 |
| 5   | Marcin Skrzynecki (tenis stołowy)      | 1     | 0      | 0    | 1 |
| 5   | Dariusz Pender (szermierka na wózkach) | 1     | 0      | 0    | 1 |
| 5   | Grzegorz Pluta (szermierka na wózkach) | 1     | 0      | 0    | 1 |
| 15  | Anna Harkowska (kolarstwo)             | 0     | 3      | 0    | 3 |
| 16  | Alicja Fiodorow (biegi)                | 0     | 1      | 1    | 2 |
| 17  | Krzysztof Kosikowski (kolarstwo)       | 0     | 1      | 0    | 1 |
| 17  | Artur Korc (kolarstwo)                 | 0     | 1      | 0    | 1 |
| 17  | Karol Kozuń (biegi)                    | 0     | 1      | 0    | 1 |
| 17  | Janusz Rokicki (pchnięcie kulą)        | 0     | 1      | 0    |   |
| 17  | Mariusz Sobczak (skok w dal)           | 0     | 1      | 0    | 1 |
| 17  | Daniel Pek (biegi)                     | 0     | 1      | 0    | 1 |
| 17  | Arleta Meloch (biegi)                  | 0     | 1      | 0    | 1 |
| 17  | Oliwia Jabłońska (pływanie)            | 0     | 1      | 0    | 1 |
| 17  | Sebastian Powroźniak (tenis stołowy)   | 0     | 1      | 0    | 1 |
| 26  | Łukasz Mamczarz (skok wzwyż)           | 0     | 0      | 1    | 1 |
| 26  | Rafał Korc (biegi)                     | 0     | 0      | 1    | 1 |
| 26  | Tomasz Rębisz (pchnięcie kulą)         | 0     | 0      | 1    | 1 |
| 26  | Tomasz Blatkiewicz (rzut dyskiem)      | 0     | 0      | 1    | 1 |
| 26  | Milena Olszewska (łucznictwo)          | 0     | 0      | 1    | 1 |
| 26  | Paulina Woźniak (pływanie)             | 0     | 0      | 1    | 1 |
| 26  | Marta Makowska (szermierka na wózkach) | 0     | 0      | 1    | 1 |
| 26  | Karolina Pęk (tenis stołowy)           | 0     | 0      | 1    | 1 |
| 26  | Alicja Eigner (tenis stołowy)          | 0     | 0      | 1    | 1 |
| 26  | Małgorzata Jankowska (tenis stołowy)   | 0     | 0      | 1    | 1 |

## Reprezentanci

### Kolarstwo
- Anna Harkowska
- Monika Pudlis
- Krzysztof Kosikowski i pilot Artur Korc
- Arkadiusz Skrzypiński
- Rafał Wilk

### Koszykówka na wózkach
Turniej mężczyzn
- Marcin Balcerowski
- Krzysztof Bandura
- Jan Cyrul
- Piotr Darnikowski
- Mateusz Filipski
- Sławomir Gorzkowicz
- Piotr Łuszyński
- Andrzej Macek
- Dominik Mosler
- Krzysztof Pietrzyk
- Robert Wiśnik
- Marcin Wróbel

### Lekkotletyka
- Renata Chilewska
- Ewa Durska
- Anna Duzikowska
- Anna Duzikowska
- Alicja Fiodorow
- Daria Kabiesz
- Karolina Kucharczyk
- Marta Langner
- Arleta Meloch
- Barbara Niewiedział
- Katarzyna Piekart
- Ewa Zielinska
- Marcin Awiżeń
- Tomasz Blatkiewicz
- Tomasz Hamerlak
- Jacek Kołodziej
- Rafał Korc
- Karol Kozuń
- Maciej Lepiato
- Łukasz Mamczarz
- Mateusz Michalski
- Marcin Mielczarek
- Daniel Pek
- Paweł Piotrowski
- Mirosław Pych
- Tomasz Rębisz
- Janusz Rokicki
- Krzysztof Smorszczewski
- Mariusz Sobczak
- Maciej Sochal
- Bartosz Tyszkowski
- Łukasz Wietecki

### Łucznictwo
- Milena Olszewska
- Grażyna Wojciechowska
- Marek Kantczak
- Wiktor Patryas
- Piotr Sawicki
- Marek Olszewski

### Pływanie
- Karolina Hamer
- Oliwia Jabłońska
- Joanna Mendak
- Katarzyna Pawlik
- Paulina Woźniak
- Jacek Czech
- Krzysztof Paterka
- Grzegorz Polkowski
- Marcin Ryszka

### Podnoszenie ciężarów
- Justyna Kozdryk
- Marzena Łazarz
- Damian Kulig
- Wawrzyniec Latus
- Ryszard Rogala
- Piotr Szymeczek
- Mariusz Tomczyk

### Strzelectwo
- Jolanta Szulc
- Wojciech Kosowski

### Szermierka na wózkach
- Marta Fidrych
- Marta Makowska
- Dagmara Witos
- Adrian Castro
- Piotr Czop
- Stefan Makowski
- Dariusz Pender
- Grzegorz Pluta
- Radosław Stańczuk
- Zbigniew Wyganowski

### Tenis na wózkach
- Albin Batycki
- Kamil Fabisiak
- Piotr Jaroszewski
- Tadeusz Kruszelnicki

### Tenis stołowy
- Dorota Bucław
- Alicja Eigner
- Małgorzata Jankowska
- Katarzyna Marszał
- Natalia Partyka
- Karolina Pęk
- Krystyna Siemieniecka
- Patryk Chojnowski
- Piotr Grudzień
- Paweł Olejarski
- Sebastian Powroźniak
- Marcin Skrzynecki

### Wioślarstwo
- Martyna Snopek
- Jolanta Pawlak i Michał Gadowski